# Ái Tân Giác La
Ái Tân Giác La (phiên âm: Aisin Gioro; giản thể: 爱新觉罗; phồn thể: 愛新覺羅; bính âm: Àixīnjuéluó) là một gia tộc Mãn Châu cai trị các triều đại Hậu Kim (1616–1636), triều đại nhà Thanh (1636–1912) và Mãn Châu Quốc (1932–1945).
Dưới triều đại nhà Minh, các thành viên của gia tộc Ái Tân Giác La từng là tù trưởng của Kiến Châu Nữ Chân, một trong ba bộ tộc Người Nữ Chân lớn vào thời điểm này. Các chiến binh nhà Thanh vượt qua Vạn Lý Trường Thành vào năm 1644, đánh bại triều đình Đại Thuận tồn tại trong thời gian ngắn và triều đại Nam Minh, và giành quyền kiểm soát toàn bộ Trung Quốc. Triều đại đạt đến đỉnh cao dưới thời Hoàng đế Càn Long, người trị vì từ năm 1735 đến năm 1796. Triều đại này suy tàn dần dần trong một thế kỷ tiếp theo, rồi bị mất quyền lực vào năm 1912 sau cuộc Cách mạng Tân Hợi. Phổ Nghi, Hoàng đế Ái Tân Giác La cuối cùng, tiếp tục trị vì trong Tử Cấm Thành cho đến khi các Điều kiện ưu đãi của Hoàng đế nhà Thanh bị thu hồi vào năm 1924. Nhà Thanh là triều đại phong kiến chính thống cuối cùng của Trung Quốc.

## Từ nguyên
Từ Ái Tân (aisin) có nghĩa là vàng trong tiếng Mãn (điều này lý giải việc một số hậu duệ nhà Thanh sau này đã đổi thành họ Kim), và từ Giác La (gioro) là tên của một địa danh mà nay là Y Lan thuộc Hắc Long Giang. Theo phong tục Mãn Châu, các dòng họ được nhận biết đầu tiên là bởi Hala (哈拉, cáp lạp), tức là tên họ tộc hay bộ tộc của họ, và sau đó là Mukūn (穆昆, mục côn), một sự phân loại mang đặc trưng của các gia đình, dòng tộc. Trong trường hợp của Ái Tân Giác La, Ái Tân là Mukūn, và Giác La là Hala. Các dòng họ khác của bộ tộc Giác La bao gồm Y Nhĩ Căn Giác La (伊爾根覺羅, Irgen Gioro), Thư Thư Giác La (舒舒覺羅, Susu Gioro) và Tây Lâm Giác La (西林覺羅, Sirin Gioro) và một số dòng họ khác.
Vào thời nhà Kim (1115 - 1234), người Nữ Chân, tổ tiên của người Mãn đã được gọi là Aisin Gurun. Trong những năm đầu dưới triều nhà Thanh, dòng họ này được gọi là () amaga aisin gurun,. Từ khi nhà Thanh sụp đổ, một số thành viên của dòng họ đã chuyển họ của mình sang Kim (tiếng Trung: 金). Đáng chú ý, em trai của Hoàng đế Phổ Nghi đã chuyển họ tên của mình từ Ái Tân Giác La Phổ Nhậm (愛新覺羅溥任, phiên âm Mãn: Aisin-Gioro Puren) thành Kim Hữu Chi (金友之) và các con của ông cũng mang họ Kim.